# Мост Бэтмана
Мост Бэтмана (англ. Batman Bridge) — вантовый автодорожный мост через реку Теймар на севере острова Тасмания, Австралия. Наиболее интересной конструктивной и архитектурной особенностью моста является наклон пилона в сторону руслового пролёта (около 20° к вертикали). 
Мост и автомобильная дорога, проходящая по нему, названы в честь Джона Бэтмана (1801—1839) — фермера и бизнесмена, одного из основателей Мельбурна. 

## Расположение
Мост Бэтмана является единственным мостом, соединяющим западный и восточный берега реки Теймар между Лонсестоном и местом её впадения в Бассов пролив. (В географическом смысле, Теймар является эстуарием.) 
Мост находится примерно в 40 км севернее Лонсестона — второго по величине (после Хобарта) города Тасмании, и примерно в 30 км от побережья Бассова пролива, который отделяет Тасманию от континентальной Австралии.  
По мосту проходит автомобильная дорога  (Batman Highway) длиной 10 км, соединяющая  Уэст-Теймар Хайвей (West Tamar Highway) и  Ист-Теймар Хайвей (East Tamar Highway).

## История
Строительство моста началось в июле 1966 года. Проект разработала компания Maunsell & Partner, генподрядчиком был Lewis Construction Co.  PTY. Ltd. Мост был открыт 18 мая 1968 года. Он является самым первым вантовым мостом, построенным на территории  Австралии. 

## Конструкция
Мост шестипролетный вантовый. Схема разбивки на пролеты 54,88 + 205,74 + 48,02 + 3 × 41,16 м. Однопилонная схема была продиктована геологическими условиями: восточный берег сложен мягкими глинами, а под западным берегом на небольшой глубине залегает долерит, который создавал надежное основание для опоры моста. Для поддержки моста с восточной стороны использованы сваи, которые забиты в глинистую почву на глубину до 18 м.  
Пролетное строение, состоящее из двух ферм жесткости, ортотропной плиты настила и поперечных балок, передающих нагрузку на узлы фермы, подвешено к пилону при помощи системы из трех пар вант, закрепленных по краям настила. Ванты заанкерены в вершине пилона, а с противоположной стороны к нему примыкает одна пара более мощных вант, передающих распор системы на скалу, в которой вырублены специальные камеры для анкеровки вант. Общий вес металлоконструкций моста составляет около 3000 т.
Пилон моста стальной высотой 91 м имеет А-образную форму, в нижней части усилен диагональными распорками. Угол наклона пилона в сторону руслового пролёта составляет около 20° к вертикали. Это создало более благоприятное распределение усилий в вантах руслового пролета и в основании пилона, так как давление, оказываемое пилоном на основание, направлено почти перпендикулярно к склону берега .
Мост предназначен для движения автотранспорта и пешеходов. Проезжая часть включает в себя 2 полосы для движения автотранспорта. Общая длина моста составляет 432 м, ширина — 10,3 м. 

## Галерея
- Вид на мост с реки Теймар
- Наклонный пилон моста
- Памятная табличка с информацией о мосте
- Вид на мост с восточного берега реки